# Gavin Smellie
Gavin Smellie, född 26 juni 1986, är en friidrottare från Kanada. Han deltog vid olympiska sommarspelen 2012 och olympiska sommarspelen 2020.